# Kościół Chrześcijan Baptystów w Żyrardowie
Kościół Chrześcijan Baptystów w Żyrardowie – kościół baptystyczny w Żyrardowie, w województwie mazowieckim. Należy do okręgu centralnego Kościoła Chrześcijan Baptystów w RP.

## Historia zboru
Zbór baptystyczny w Żyrardowie powstał w 1873 roku. Został założony przez zborowników z Kicina. W 1984 roku doszło do usamodzielnienia zboru w Żyrardowie. Dotychczas była to placówka I Zboru Kościoła Chrześcijan Baptystów w Warszawie. 

## Architektura
Jest to drugi, co do kolejności powstania kościół w mieście. Świątynia zbudowana została w roku 1895 w stylu neoromańskim na planie prostokąta. Nad wejściem jest umieszczony napis „Jezus Twoim Zbawicielem”. Od 30 marca 1984 wpisany do rejestru zabytków.